# Masatoshi Nagase

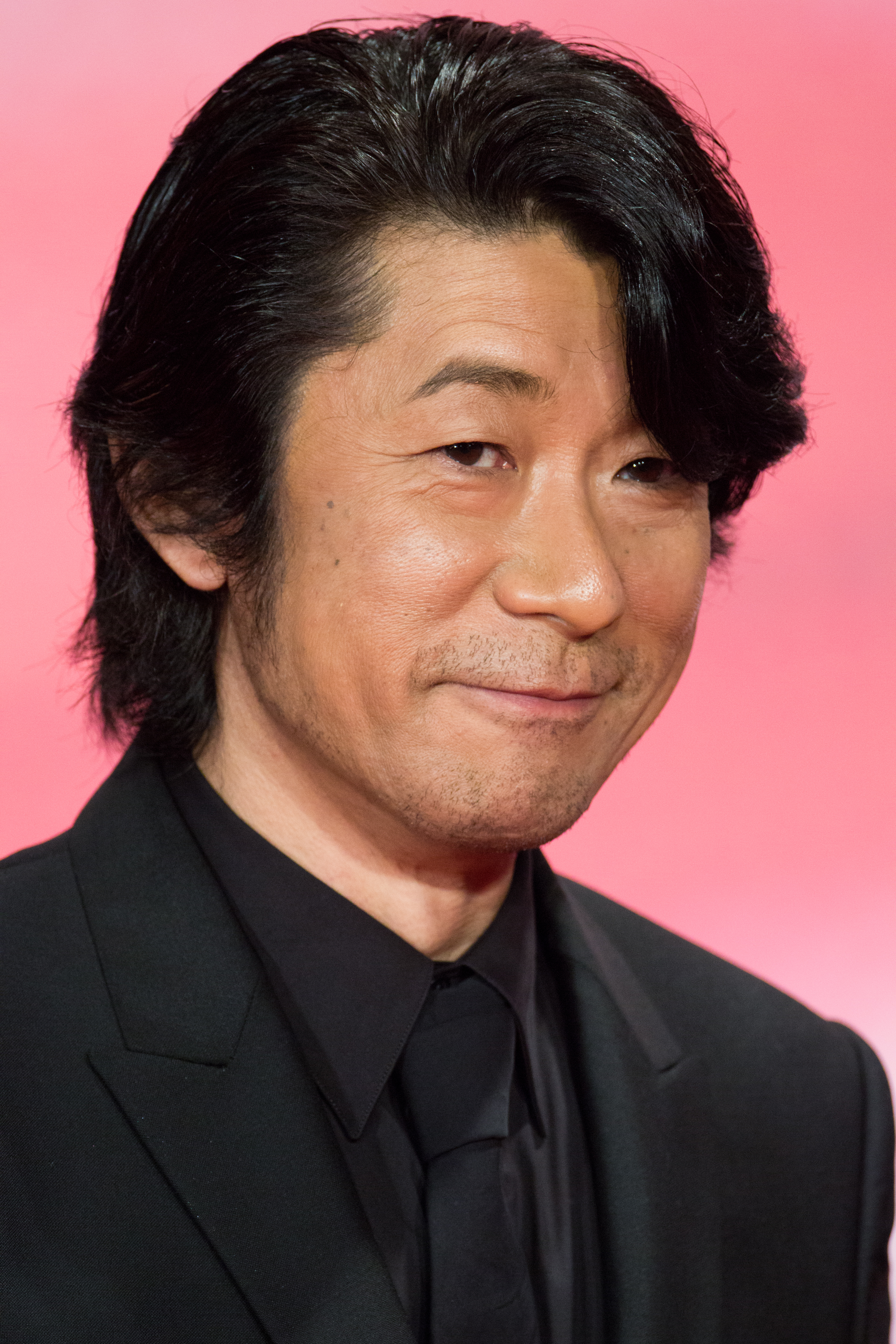
Masatoshi Nagase (2017)

Masatoshi Nagase (jap. 永瀬 正敏, Nagase Masatoshi; * 15. Juli 1966 in Miyazaki) ist ein japanischer Schauspieler und Sänger. Er wirkte bisher in über 80 Filmen mit.

## Leben
Bereits während er die Mittelschule besuchte, gründete er eine Musikband. Der Regisseur Shinji Sōmai besetzte ihn 1983 erstmals in einem Film. In Shonben raidâ spielte er einen von drei Schülern, die sich gemeinsam mit der Yakuza und der Polizei auf die Suche nach dem gestohlenen Klassenbully machen. Nach Abschluss der Oberschule ging er nach Tokio und begann seine professionelle Schauspielkarriere. 1989 spielte er in Jim Jarmuschs preisgekröntem Film Mystery Train in der Episode Far from Yokohoma neben Youki Kudoh einen jungen japanischen Touristen auf den Spuren von Elvis Presley. Ein großer Erfolg wurde der Film Liebe braucht keine Worte unter der Regie von Yōji Yamada. Für die Rolle des Tetsuo, der sich in Tokio mit Gelegenheitsjobs durchschlägt und die große Liebe findet, wurde Nagase mehrfach ausgezeichnet.
Im Jahr 1996 heiratete er die Schauspielerin Kyôko Koizumi, die Scheidung erfolgte im Jahr 2004.

## Filmografie (Auswahl)
- 1983: Shonben raidâ
- 1989: Mystery Train
- 1991: Liebe braucht keine Worte (Musuko)
- 1991: Mo no shigoto
- 1991: Asian Beat: I Love Nippon
- 1995: Cold Fever (Á köldum klaka)
- 2004: The Hidden Blade
- 2006: Sakuran – Wilde Kirschblüte
- 2015: Kirschblüten und rote Bohnen
- 2016: Paterson
- 2018: Die Blüte des Einklangs (Vision)
- 2024: Hako Otoko

## Diskografie
Singles:
- 1983: School Days (スクール･デイズ)
- 1983: Natsu no Madonna (夏のマドンナ)
- 1983: Nanbuu Dreaming (南風･ドリーミン)
- 1984: Plastic Love Letter (プラスティック･ラブ･レター)
- 1993: For the boys...
- 1993: Taiyou to Pistol -le soleil et le pistolet (太陽とピストル -le soleil et le pistolet-)
- 1996: Kimi to Boku (キミとボク)

Alben:
- 1984: JOJO
- 1993: CONEY ISLAND JELLYFISH
- 1996: Vending Machine

## Auszeichnungen

### Japanese Academy Award
- 1992: Bester Nebendarsteller für Musuko und Mo no shigoto
- 1992: Newcomer des Jahres für Musuko, Mo no shigoto und Asian Beat: I Love Nippon

### Blue Ribbon Award
- 1992: 	Bester Nebendarsteller für Musuko

### Hochi Film Award
- 1991: Bester Hauptdarsteller für Musuko, Mo no shigoto und Asian Beat: I Love Nippon

### Kinema Junpo Award
- 1992: Bester Nebendarsteller für Musuko

### Mainichi Film Concours
- 1992: Bester Hauptdarsteller für Musuko, Mo no shigoto und Asian Beat: I Love Nippon

### Nikkan Sports Film Awards
- 1991: Bester Nebendarsteller für Musuko

### Yokohama Film Festival
- 2008: Bester Nebendarsteller für Funuke domo, kanashimi no ai wo misero